# Onychogomphus malabarensis
Onychogomphus malabarensis är en trollsländeart som först beskrevs av Fraser 1924.  Onychogomphus malabarensis ingår i släktet Onychogomphus och familjen flodtrollsländor. IUCN kategoriserar arten globalt som otillräckligt studerad. Inga underarter finns listade i Catalogue of Life.